# Ba gua

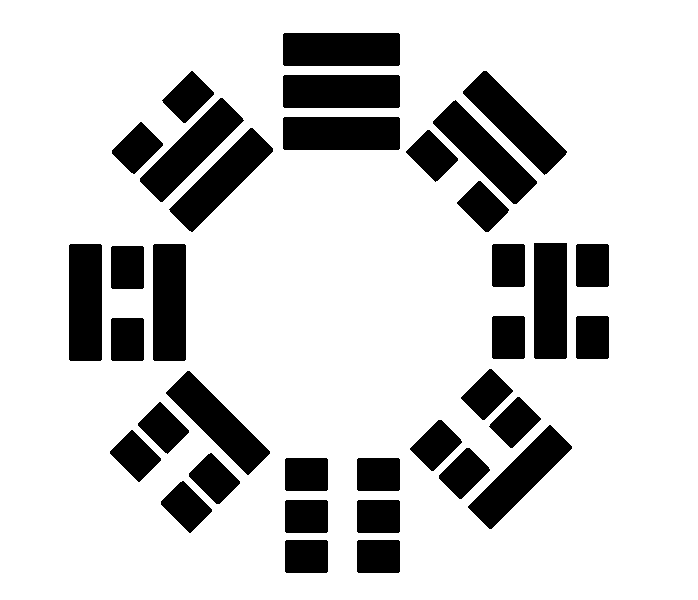
Ba Gua: arranjo do Céu Primordial

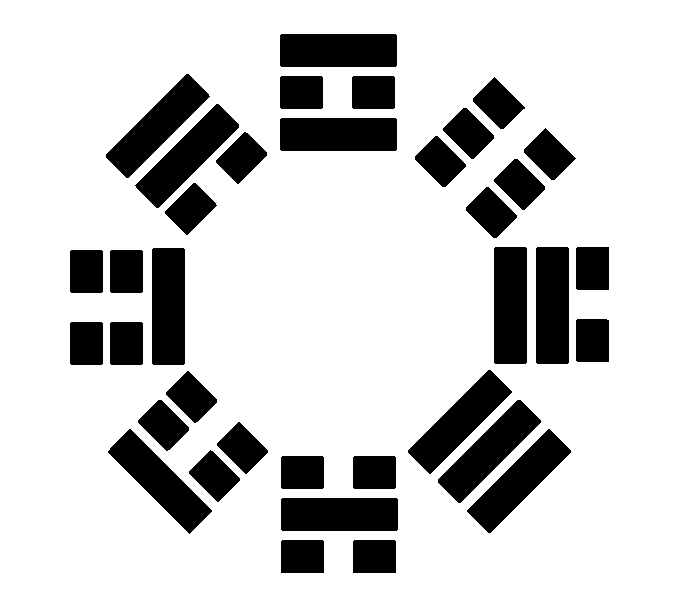
Ba Gua: arranjo do Céu Posterior

Ba Gua (pinyin) ou Pa Kua (Wade-giles) (八卦) é a representação de um conceito filosófico fundamental da antiga China, sua tradução literal significa oito trigramas ou oito mutações. Pode ser representado como um diagrama octogonal com um trigrama situado em cada lado. Os trigramas podem ser dispostos segundo diferentes arranjos, assumindo diferentes significados, os mais importantes são a disposição do Céu Primordial e a disposição do Céu Posterior.
Trigramas são as oito combinações possíveis das energias Yin Yang em três linhas (as tracejadas significam Yin e as contínuas representam o Yang). O Ba Gua é a união desses trigramas e serve para delimitar onde cada energia se localiza em pessoas e ambientes. Contudo, sua configuração no Feng Shui 風水 é especial, pois leva em consideração as alterações de paredes, portas e janelas nas vibrações da natureza. A lenda mais popular sobre a descoberta do Ba guá diz que o imperador Fu Hsi viu os trigramas desenhados no casco de uma tartaruga, às margens do Rio Amarelo, e com eles desvendou o segredo de todas as coisas.
O conceito não se aplica apenas à filosofia Taoísta Chinesa e ao I Ching, mas é também fundamental em outros domínios da cultura Chinesa, as artes marciais chinesas, e a navegação.

## O princípio das "Oito Mutações"

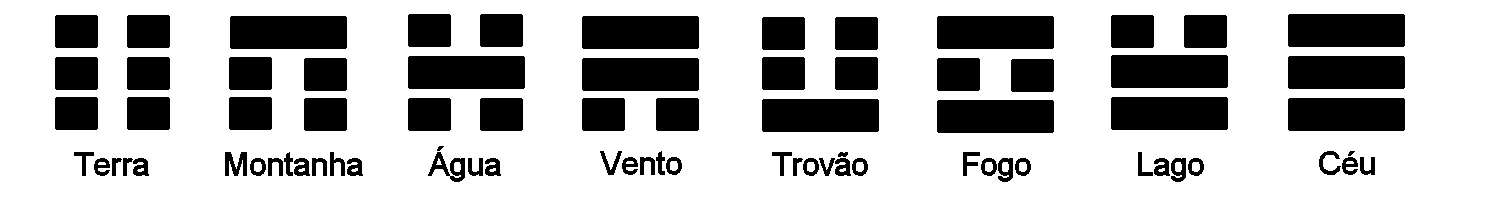
Os oito trigramas

O diagrama do Pa Kua representa formalmente os princípios das "Oito Mutações". Este conhecimento pode ser utilizado e adaptado à compreensão de qualquer tipo de situação, considerando que estas estão sempre em mutação assim como a própria natureza.
Observando os trigramas como indicações de oito caminhos que se abrem a partir de cada situação, é possível avaliar o desenvolvimento de uma determinada questão sob oito perspectivas diferentes. A partir destas referências cada pessoa pode escolher melhor os seus próprios caminhos.
Essas forças antagônicas são opostas e complementares, existindo dentro de todos nós e sendo guiadas pelo discernimento.

## Ba Gua八卦 (Oito Trigramas)
| 五行思想 Elemento | 卦名 Nome | 卦像 Trigrama | 自然 Natureza | 惑星 Planeta  | 性情 Personalidade | 家族 Família          | 方位 Direção Ártica/Antártica (Céu Posterior) | 小时 Horário (Céu Posterior) | 方位 Direção Ártica/Antártica (Céu Primordial) | 小时 Horário (Céu Primordial) |
| ----------------- | --------- | ------------- | ------------- | ------------- | ------------------ | --------------------- | --------------------------------------------- | ---------------------------- | ---------------------------------------------- | ----------------------------- |
| Metal             | 乾 Qian   |               | 天 Céu        | 海王星 Netuno | 健 Criativo        | 父 Pai                | Noroeste/Sudoeste                             | 19:30~22:30                  | Sul/Norte                                      | 10:30~13:30                   |
| Metal             | 兌 Dui    |               | 泽 Lago       | 金星 Vênus    | 悦 Alegria         | 少女 Filha mais nova  | Oeste                                         | 16:30~19:30                  | Sudeste/Nordeste                               | 7:30~10:30                    |
| Fogo (elemento)   | 離 Li     |               | 火 Fogo       | 火星 Marte    | 麗 Aderir          | 中女 Filha do meio    | Sul/Norte                                     | 10:30~13:30                  | Leste                                          | 4:30~7:30                     |
| Madeira           | 巽 Xun    |               | 風 Vento      | 冥王星 Plutão | 入 Suavidade       | 長女 Filha mais velha | Sudeste/Nordeste                              | 7:30~10:30                   | Sudoeste/Noroeste                              | 13:30~16:30                   |
| Madeira           | 震 Zhen   |               | 雷 Trovão     | 木星 Júpiter  | 動 Incitar         | 長男 Filho mais velho | Leste                                         | 4:30~7:30                    | Nordeste/Sudeste                               | 1:30~4:30                     |
| Água (elemento)   | 坎 Kan    |               | 水 Água       | 水星 Mercúrio | 陥 Abismal         | 中男 Filho do meio    | Norte/Sul                                     | 22:30~1:30                   | Oeste                                          | 16:30~19:30                   |
| Terra (elemento)  | 艮 Gen    |               | 山 Montanha   | 天王星 Urano  | 止 Quietude        | 少男 Filho mais novo  | Nordeste/Sudeste                              | 1:30~4:30                    | Noroeste/Sudoeste                              | 19:30~22:30                   |
| Terra (elemento)  | 坤 Kun    |               | 地 Terra      | 土星 Saturno  | 順 Receptivo       | 母 Mãe                | Sudoeste/Nordeste                             | 13:30~16:30                  | Norte/Sul                                      | 22:30~1:30                    |